# Деревково (Вышневолоцкий район)
Деревково — деревня в Вышневолоцком городском округе Тверской области.

## География
Находится в центральной части Тверской области на расстоянии приблизительно 11 км по прямой на северо-запад от вокзала железнодорожной станции Вышний Волочёк на западном берегу Мстинского водохранилища.

## История
На карте 1825 года деревня уже была отмечена. В 1859 году здесь (деревня Вышневолоцкого уезда) было учтено 45 дворов. До 2019 года входила в состав ныне упразднённого Солнечного сельского поселения Вышневолоцкого муниципального района.

## Население
Численность населения составляла 274 человека (1859 год), 69 (русские 99 %) в 2002 году, 69 в 2010.